# Érythrite
L'érythrite est une espèce minérale composée d'arséniate hydraté de cobalt de formule Co3(AsO4)2·8H2O. Elle forme une série continue avec l'annabergite et une autre avec l'hörnesite.  Elle fait partie du groupe de la vivianite (annabergite, érythrite, köttigite, vivianite). Elle peut contenir des traces de : Ni;Mg;Zn;Ca;Fe.
Les cristaux d'érythrite ont de tout temps été très recherchés comme le fait remarquer Jean-Baptiste Romé de L'Isle en 1767 : «  Fleurs de Cobalt striées comme l'amiante, dans une matrice de quartz blanc cristallisé, avec fleurs de Cobalt superficielles, d'Annaberg. Les fleurs striées sont très-rares dans le pays même, où on les paye au poids de l'or. »

## Historique de la description et appellations

### Inventeur et étymologie
Décrite par  François Sulpice Beudant en 1832, à partir des échantillons des mines de  Chalanches, d'Allemont, en Isère (France). Du grec "erythros" = rouge, en allusion à sa couleur.

### Topotype
La révision de cette espèce a amené l’IMA à déplacer le topotype à Bou Azzer, Anti-Atlas, Maroc où les échantillons sont plus nombreux.

## Synonymie
Il existe pour ce minéral de nombreux synonymes :
- cobalt arseniaté (René Just Haüy) [6]
- cobalt-mica[7]
- érythrine
- fleur de cobalt (Jean-Baptiste Romé de L'Isle)
- mica de cobalt [8]
- mine de cobalt en efflorescence  (Jean-Baptiste Romé de L'Isle)
- radiated red cobalt-ochre  (Robert Jameson 1816)[9]
- rhodoise Huot 1841[10]

## Caractéristiques physico-chimiques

### Variétés et mélanges
- cobalt-cabrérite : variété de formule 2[(Co,Mg) 3)(AsO4) 2].8H2O.

### Cristallochimie

#### Le groupe de la vivianite
Les minéraux du groupe de la vivianite ont des structures très similaires. Le groupe est nommé d'après l’espèce la plus commune : la vivianite. Ce sont en général des minéraux très colorés. La formule générale pour le groupe est X3 (AO4) 2-8 (H2O), où X peut être un ion bivalent (+2) métallique tel que le cobalt, le nickel, le zinc, le fer, le magnésium ou le manganèse ; A peut être soit le phosphore soit l'arsenic. La structure est composée de couches de la molécule AO4 tétraédrique liées à la molécule X (O, H2O)6 octaédrique. La liaison entre les couches est faible et produit des clivages micacés.
- annabergite
- baricite
- érythrite
- hörnesite
- köttigite
- vivianite

### Cristallographie
- Paramètres de la maille conventionnelle : a = 10.2, b = 13.37, c = 4.74, Z = 2 ; beta = 105.016° V = 624.34
- Densité calculée = 3,18

## Gîtes et gisements

### Gîtologie et minéraux associés
GîtologieL'érythrite est un produit d'altération des minerais cobaltifères (skuttérudite et autres).
Minéraux associésadamite, annabergite, beta-rosélite, cobaltite, malachite, morénosite, pharmacosidérite, retgersite, scorodite, skuttérudite, symplésite.

### Gisements producteurs de spécimens remarquables
- Allemagne

Clara Mine, Vallée de Rankach, Oberwolfach, Wolfach, Forêt Noire, Baden-Württemberg
- Australie

Mt Cobalt Mine, Selwyn District, Mt Isa - Cloncurry area, Queensland (habitus aciculaire)
- France

Mine des Chalanches, Allemont, Isère, Rhône-Alpes, France  (topotype initial)
Triembach-au-Val, Val de Villé, Bas-Rhin, Alsace
- Maroc

District de Bou Azzer, Taznakht, province de Ouarzazate (topotype actuel).

## Galerie

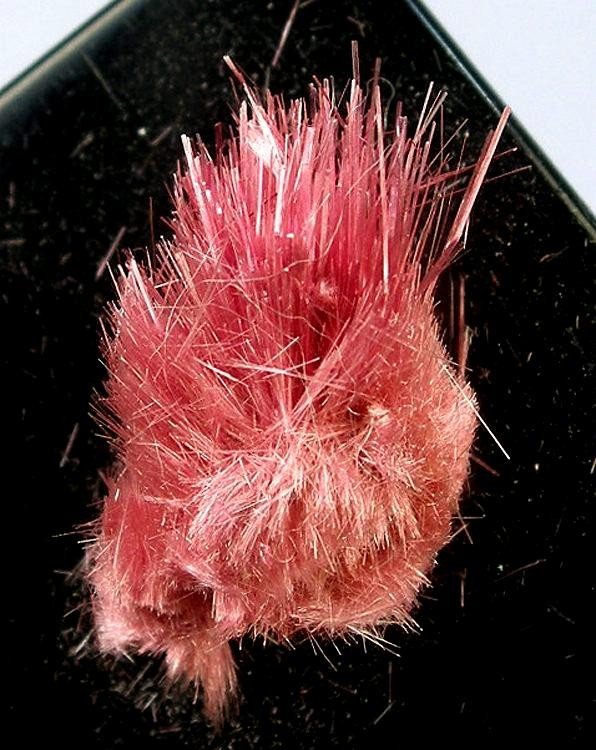
Erythrite - habitus aciculaire - Queensland Australie (1,6 cm)
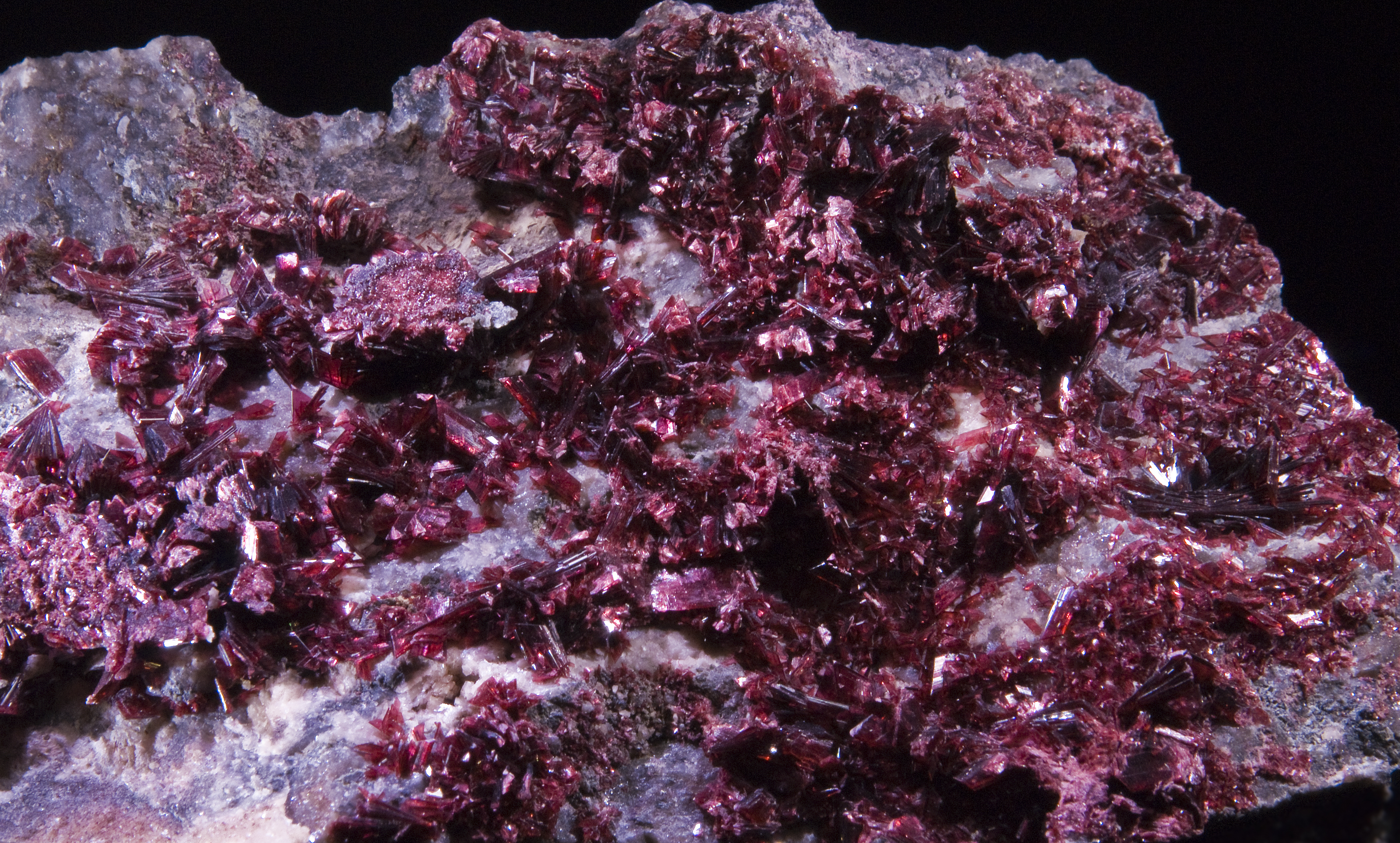
Erythrite - Bou Azzer, Maroc  (8 x 6 x 4 cm)